# Joachim Hörster

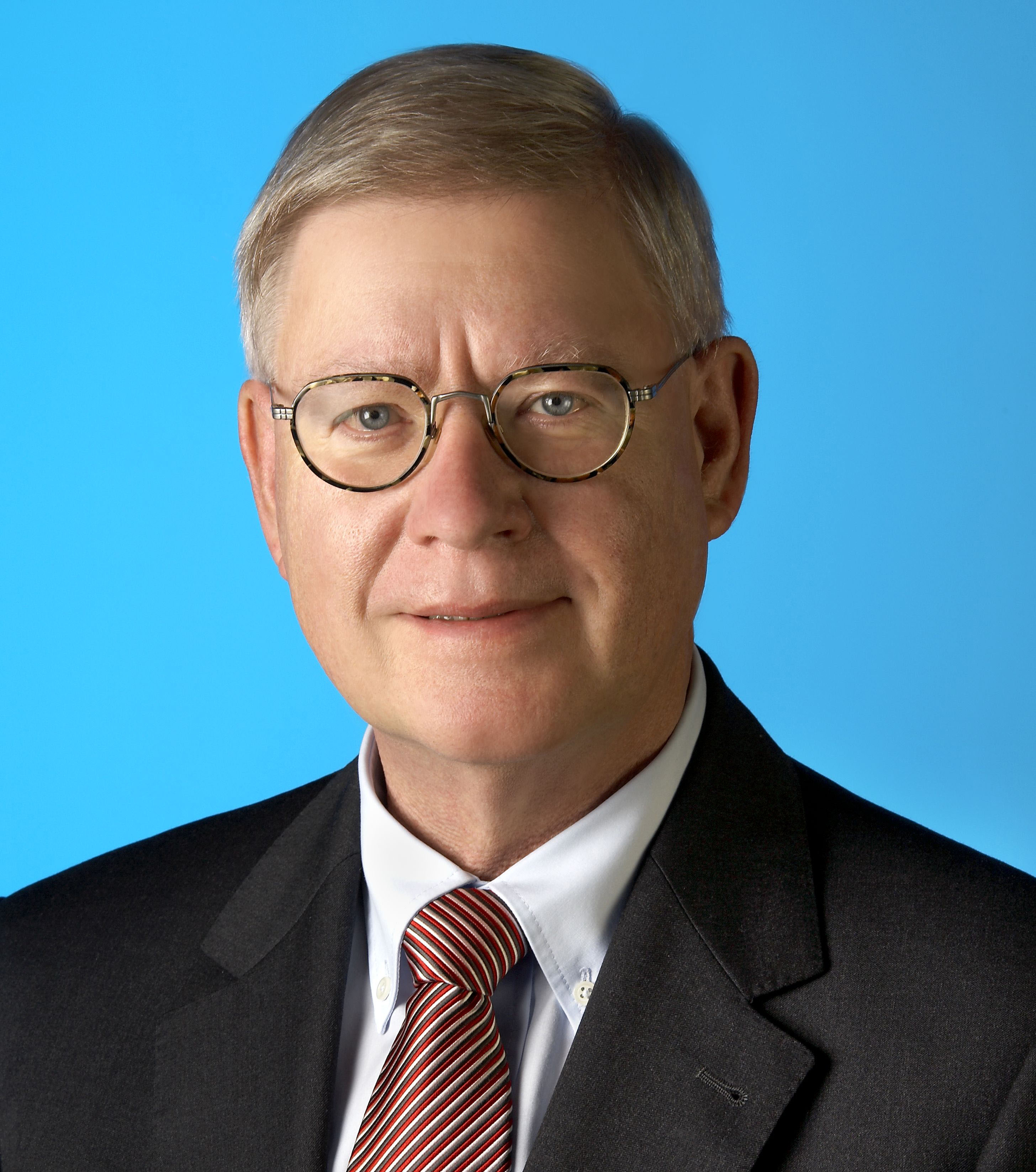
Joachim Hörster (2010)

Joachim Hörster (* 26. März 1945 in Lautzenbrücken; † 30. Dezember 2020 in Westerburg) war ein deutscher Politiker (CDU). Von 1992 bis 2000 war er Parlamentarischer Geschäftsführer der CDU/CSU-Bundestagsfraktion.

## Leben und Beruf
Nach dem Abitur absolvierte Hörster ein Studium der Rechts- und Staatswissenschaften an der Albert-Ludwigs-Universität Freiburg und der Johannes Gutenberg-Universität Mainz, welches er mit dem ersten juristischen Staatsexamen beendete. Nach dem Referendariat legte er auch das zweite Staatsexamen ab und war seitdem als Rechtsanwalt zugelassen. Ende Dezember 2020 starb er im Alter von 75 Jahren.
Joachim Hörster war verheiratet und hat zwei Kinder.

## Partei
Hörster trat 1965 in die CDU ein und war von 1969 bis 1973 Vorsitzender des Kreisverbandes Oberwesterwald der Jungen Union. Von 1993 bis 2005 war er Vorsitzender des CDU-Bezirksverbandes Koblenz-Montabaur.

## Abgeordneter
Hörster gehörte von 1974 bis 1994 dem Kreistag des Westerwaldkreises und von 1983 bis 1987 dem Landtag von Rheinland-Pfalz an.
Zwischen 1987 und 2013 war er Mitglied des Deutschen Bundestages. Hier war er von Mai 1992 bis März 2000 Parlamentarischer Geschäftsführer bzw. von November 1994 bis Oktober 1998 Erster Parlamentarischer Geschäftsführer der CDU/CSU-Bundestagsfraktion.
Joachim Hörster ist bei der Bundestagswahl 1998 über die Landesliste Rheinland-Pfalz und sonst stets als direkt gewählter Abgeordneter des Wahlkreises Montabaur in den Bundestag eingezogen. Bei der Bundestagswahl 2005 erreichte er hier 46,6 % der Erststimmen, bei der Bundestagswahl 2009 43,2 %. Bei der Bundestagswahl 2013 trat er nicht mehr an.

## Öffentliche Ämter
Von 1972 bis 1983 war Hörster Bürgermeister der Verbandsgemeinde Westerburg. Er war Mitglied des Stiftungs-Beirats des Europa-Haus Marienberg und seit 2007 Vorstandsmitglied der DAFG – Deutsch-Arabische Freundschaftsgesellschaft e. V.